# Bilan saison par saison du CS Constantine
Cette page présente le bilan saison par saison du CS Constantine.
| Saison  | LCFA                | LCFA  | LCFA   | LCFA  | LCFA | LCFA | LCFA | Coupe | Coupe AFN     | Autres | Autres | Buteurs | Buts | Entraîneur |
| Saison  | Division            | Place | Points | Joués | V    | N    | D    | Coupe | Coupe AFN     | Autres | Autres | Buteurs | Buts | Entraîneur |
| ------- | ------------------- | ----- | ------ | ----- | ---- | ---- | ---- | ----- | ------------- | ------ | ------ | ------- | ---- | ---------- |
| 1926-27 | 2e Division         | 1er   |        |       |      |      |      |       |               |        |        |         |      |            |
| 1932-33 | 1re Division Gr EST | 1er   | 8      | 6     | 3    | 2    | 1    |       |               | -      | -      | -       | -    |            |
| 1933-34 | PH                  | 3e    | 17     | 14    | 7    | 3    | 4    |       | 8e de finale  | -      | -      | -       | -    |            |
| 1934-35 | DH                  | 8e    | 20     | 14    | 2    | 2    | 10   |       |               | -      | -      | -       | -    |            |
| 1935-36 | PH                  | 5e    | 26     | 14    | 5    | 2    | 7    |       |               | -      | -      | -       | -    |            |
| 1936-37 | PH                  | 5e    | 21     | 12    | 4    | 1    | 7    |       |               | -      | -      | -       | -    |            |
| 1937-38 | 1re Division        | 1er   |        |       |      |      |      |       |               | -      | -      | -       | -    |            |
| 1938-39 | DH                  | 9e    | 27     | 18    | 3    | 3    | 12   |       |               | -      | -      | -       | -    |            |
| 1946-47 |                     |       |        |       |      |      |      |       |               |        |        |         |      |            |
| 1947-48 | 1re Division        | 1er   | 31     | 12    | 8    | 3    | 1    |       |               |        |        |         |      |            |
| 1949-50 |                     |       |        |       |      |      |      |       | 16e de finale |        |        |         |      |            |
| 1951-52 | 1re Division Gr Est | 2e    |        |       |      |      |      |       |               |        |        |         |      |            |
| 1952-53 | DH                  | 10e   | 40     | 22    | 7    | 4    | 11   |       |               | -      | -      | -       | -    |            |

Crée les saisons du csconstantine en division une de 1970-1971 jusque 2022-2023 .
| Saison    | Championnat   | Championnat | Championnat | Championnat | Championnat | Championnat | Championnat | Championnat | Championnat | Championnat | Coupe d'Algérie     | C. de la Ligue      | Autres                                          | Autres                                          | Buteurs                | Buts | Entraîneur                                                   |
| Saison    | Division      | Place       | Points      | Joués       | V           | N           | D           | bp          | bc          | Diff.       | Coupe d'Algérie     | C. de la Ligue      | Autres                                          | Autres                                          | Buteurs                | Buts | Entraîneur                                                   |
| --------- | ------------- | ----------- | ----------- | ----------- | ----------- | ----------- | ----------- | ----------- | ----------- | ----------- | ------------------- | ------------------- | ----------------------------------------------- | ----------------------------------------------- | ---------------------- | ---- | ------------------------------------------------------------ |
| 1962-1963 | CH, Gr. 2     | 6e          | 26          | 16          | 4           | 4           | 8           |             |             |             |                     | Non disputée        | -                                               | -                                               | -                      | -    |                                                              |
| 1963-1964 | Division 2    | e           |             |             |             |             |             |             |             |             |                     | Non disputée        | -                                               | -                                               | -                      | -    |                                                              |
| 1964-1965 | Division 2    | e           |             |             |             |             |             |             |             |             |                     | Non disputée        | -                                               | -                                               | -                      | -    |                                                              |
| 1965-1966 | Division 2    | e           |             |             |             |             |             |             |             |             |                     | Non disputée        | -                                               | -                                               | -                      | -    |                                                              |
| 1966-1967 | Division 3    | e           |             |             |             |             |             |             |             |             |                     | Non disputée        | -                                               | -                                               | -                      | -    |                                                              |
| 1967-1968 | Division 3    | 2e          | 53          | 22          | 13          | 5           | 4           |             |             |             | 32e de finale       | Non disputée        | -                                               | -                                               | -                      | -    |                                                              |
| 1968-1969 | Division 3    | 1er         |             |             |             |             |             |             |             |             | 16e de finale       | Non disputée        | -                                               | -                                               | -                      | -    |                                                              |
| 1969-1970 | Division 2    | 1er         | 55          | 22          | 14          | 5           | 3           | 39          | 19          | +20         | Huitièmes de finale | Non disputée        | -                                               | -                                               | -                      | -    | Mohamed Mansour                                              |
| 1970-1971 | Division 1    | 2e          | 48          | 22          | 10          | 6           | 6           | 34          | 29          | +5          | Quarts de finale    | Non disputée        | -                                               | -                                               | -                      | -    | Mohamed Mansour                                              |
| 1971-1972 | Division 1    | 12e         | 58          | 30          | 10          | 8           | 12          | 26          | 31          | -5          | 16e de finale       | Non disputée        | -                                               | -                                               | Bachir Amokrane        | 7    |                                                              |
| 1972-1973 | Division 1    | 15e         | 51          | 30          | 5           | 11          | 14          | 28          | 48          | -20         | 16e de finale       | Non disputée        | -                                               | -                                               | -                      | -    |                                                              |
| 1973-1974 | Division 2    | 6e          | 34          | 21          | 10          | 4           | 7           | 37          | 20          | +17         | Quarts de finale    | Non disputée        | -                                               | -                                               | -                      | -    |                                                              |
| 1974-1975 | Division 2    | e           |             |             |             |             |             |             |             |             |                     | Non disputée        | -                                               | -                                               | -                      | -    |                                                              |
| 1975-1976 | Division 2    | 6e          |             |             |             |             |             |             |             |             |                     | Non disputée        | -                                               | -                                               | -                      | -    |                                                              |
| 1976-1977 | Division 2    | 1er         |             |             |             |             |             |             |             |             |                     | Non disputée        | -                                               | -                                               | -                      | -    |                                                              |
| 1977-1978 | Division 1    | 14e         | 39          | 26          | 1           | 11          | 14          | 20          | 43          | -23         |                     | Non disputée        | -                                               | -                                               | -                      | -    |                                                              |
| 1978-1979 | Division 1    | 14e         | 46          | 26          | 5           | 10          | 11          | 21          | 32          | -11         | Huitièmes de finale | Non disputée        | -                                               | -                                               | -                      | -    |                                                              |
| 1979-1980 | Division 2    | 2e          | 47          | 22          | 8           | 9           | 5           | 29          | 19          | +10         | Huitièmes de finale | Non disputée        | -                                               | -                                               | -                      | -    |                                                              |
| 1980-1981 | Division 2    | 5e          | 43          | 22          | 8           | 5           | 9           | 32          | 25          | +7          |                     | Non disputée        | -                                               | -                                               | -                      | -    |                                                              |
| 1981-1982 | Division 2    | 9e          | 35          | 19          | 4           | 8           | 7           | 16          | 20          | -4          | Quarts de finale    | Non disputée        | -                                               | -                                               | -                      | -    |                                                              |
| 1982-1983 | Division 2    | 2e          | 55          | 25          | 12          | 7           | 5           | 33          | 20          | +13         |                     | Non disputée        | -                                               | -                                               | -                      | -    |                                                              |
| 1983-1984 | Division 2    | 13e         | 54          | 30          | 7           | 10          | 13          | 24          | 37          | -13         |                     | Non disputée        | -                                               | -                                               | -                      | -    |                                                              |
| 1984-1985 | Division 2    | 4e          | 61          | 29          | 10          | 12          | 7           | 35          | 22          | +13         | 16e de finale       | Non disputée        | -                                               | -                                               | -                      | -    | Rabia Zekri                                                  |
| 1985-1986 | Division 2    | 1er         | 74          | 30          | 16          | 12          | 2           | 43          | 14          | +29         | Huitièmes de finale | Non disputée        | -                                               | -                                               | Salim Laïb             | 7    | Achour Nedjar                                                |
| 1986-1987 | Division 1    | 18e         | 31          | 38          | 8           | 15          | 15          | 20          | 38          | -18         | Demi-finales        | Non disputée        | -                                               | -                                               | Salim Laïb             | 11   |                                                              |
| 1987-1988 | Division 2    | 3e          | 45          | 34          | 17          | 11          | 6           | 48          | 21          | +27         | 16e de finale       | Non disputée        | -                                               | -                                               | Salim Laïb             | 20   |                                                              |
| 1988-1989 | Division 2    | 10e         | 31          | 32          | 14          | 3           | 15          | 44          | 44          | 0           | 16e de finale       | Non disputée        | -                                               | -                                               | Salim Laïb             | 12   |                                                              |
| 1989-1990 | Division 2    | 2e          | 41          | 30          | 16          | 9           | 5           | 42          | 16          | +26         | Non disputée        | Non disputée        | -                                               | -                                               | Salim Laïb             | 12   | Echtrekov Vladimir                                           |
| 1990-1991 | Division 1    | 15e         | 28          | 30          | 11          | 6           | 13          | 33          | 35          | -2          | Quarts de finale    | Non disputée        | -                                               | -                                               | Ahcen Medjbouri        | 10   | Kamel Mouassa                                                |
| 1991-1992 | Division 2    | 2e          | 43          | 30          | 17          | 9           | 4           | 54          | 18          | +36         | Demi-finales        | Non concerné        | -                                               | -                                               | -                      | -    |                                                              |
| 1992-1993 | Division 2    | 3e          | 38          | 30          | 16          | 6           | 8           | 37          | 20          | +17         | Non disputée        | Non disputée        | -                                               | -                                               | -                      | -    |                                                              |
| 1993-1994 | Division 2    | 1er         | 45          | 32          | 16          | 13          | 3           | 48          | 17          | +31         | Quarts de finale    | Non disputée        | -                                               | -                                               | -                      | -    | Achour Nedjar                                                |
| 1994-1995 | Division 1    | 8e          | 30          | 30          | 12          | 7           | 11          | 24          | 27          | -3          | 32e de finale       | Non disputée        | -                                               | -                                               | Mouloud Kaoua          | 6    | Achour Nedjar                                                |
| 1995-1996 | Division 1    | 6e          | 43          | 30          | 11          | 10          | 9           | 26          | 20          | +6          | Huitièmes de finale | Phase qualificative | -                                               | -                                               | Mouloud Kaoua          | 6    | Mohamed Tebib                                                |
| 1996-1997 | Division 1    | 1er         | 56          | 30          | 17          | 5           | 8           | 41          | 31          | +10         | Huitièmes de finale | Non disputée        | Tournoi Black Stars : Finaliste                 | Tournoi Black Stars : Finaliste                 | Mouloud Kaoua          | 7    | Mohamed Henkouche                                            |
| 1997-1998 | Division 1, A | 2e          | 24          | 14          | 7           | 4           | 3           | 16          | 11          | +5          | 32e de finale       | Huitièmes de finale | Ligue des champions de la CAF : Premier tour    | Ligue des champions de la CAF : Premier tour    | Issaad Bourahli        | 6    | Rabah Saâdane                                                |
| 1998-1999 | Division 1, A | 7e          | 40          | 26          | 11          | 7           | 8           | 26          | 21          | +5          | 32e de finale       | Non disputée        | -                                               | -                                               | Réda Zouani            | 5    | Rabah Saâdane Achour Nedjar                                  |
| 1999-2000 | Division 2    | 2e          | 52          | 26          | 15          | 7           | 4           | 45          | 15          | +30         | Quarts de finale    | Phase de groupe     | -                                               | -                                               | Mouloud Kaoua          | 13   | Kamel Mouassa                                                |
| 2000-2001 | Division 1    | 16e         | 19          | 30          | 4           | 7           | 19          | 17          | 45          | -28         | Quarts de finale    | Non disputée        | -                                               | -                                               | Yassine Bezzaz         | 4    |                                                              |
| 2001-2002 | D2, Gr. Est   | 2e          | 51          | 30          |             |             |             |             |             |             | 32e de finale       | Non disputée        | -                                               | -                                               | -                      | -    |                                                              |
| 2002-2003 | D2, Gr. Est   | 2e          | 63          | 28          | 20          | 3           | 5           | 41          | 16          | +25         | 16e de finale       | Non disputée        | -                                               | -                                               | -                      | -    |                                                              |
| 2003-2004 | D2, Gr. Est   | 1er         | 63          | 30          | 19          | 6           | 5           | 46          | 14          | +32         | 32e de finale       | Non disputée        | -                                               | -                                               | Seifeddine Amroune     | -    |                                                              |
| 2004-2005 | Division 1    | 8e          | 40          | 30          | 11          | 7           | 12          | 33          | 42          | -9          | Huitièmes de finale | Non disputée        | -                                               | -                                               | Hocine Fenier          | 10   | Achour Nedjar Sid Ahmed Slimani                              |
| 2005-2006 | Division 1    | 14e         | 36          | 30          | 10          | 6           | 14          | 27          | 36          | -9          | Huitièmes de finale | Non disputée        | -                                               | -                                               | Fares Djabelkhir       | 10   | Said Hadj Mansour                                            |
| 2006-2007 | Division 2    | 5e          | 54          | 34          | 15          | 9           | 10          | 36          | 30          | +6          | Huitièmes de finale | Non disputée        | -                                               | -                                               | Zoheïr Othmane Ouachem | 9    | Noureddine Saâdi Abdelhakim Boufenara                        |
| 2007-2008 | Division 2    | 10e         | 47          | 36          | 12          | 11          | 13          | 36          | 33          | +3          | 32e de finale       | Non disputée        | -                                               | -                                               | Farès Laouni           | 16   | Rachid Mehimdat Sid Ahmed Slimani                            |
| 2008-2009 | Division 2    | 8e          | 45          | 32          | 12          | 9           | 11          | 29          | 32          | -3          | 32e de finale       | Non disputée        | -                                               | -                                               | Sami Zegrour           | 6    | Darko Janacković Curkovic' Jean Castaneda                    |
| 2009-2010 | Division 2    | 7e          | 50          | 34          | 13          | 11          | 10          | 30          | 29          | +1          | 64e de finale       | Non disputée        | -                                               | -                                               | -                      | -    | Rachid Mehimdat                                              |
| 2010-2011 | Ligue 2       | 1er         | 56          | 30          | 14          | 14          | 2           | 35          | 15          | +20         | 32e de finale       | Non disputée        | -                                               | -                                               | Ibrahim Kebia          | 6    | Hedi Khezzar                                                 |
| 2011-2012 | Ligue 1       | 12e         | 36          | 30          | 8           | 12          | 10          | 35          | 42          | -7          | Demi-finales        | Non disputée        |                                                 |                                                 | Fouad Bouguerra        | 6    | José, Bouarrata Belhout                                      |
| 2012-2013 | Ligue 1       | 3e          | 52          | 30          | 13          | 13          | 4           | 37          | 20          | +17         | Quarts de finale    | Non disputée        | -                                               | -                                               | Hamza Boulemdaïs       | 10   | Roger Lemerre                                                |
| 2013-2014 | Ligue 1       | 10e         | 41          | 30          | 10          | 11          | 9           | 30          | 31          | -1          | Quarts de finale    | Non disputée        | Coupe de la confédération : Huitièmes de finale | Coupe de la confédération : Huitièmes de finale | Hamza Boulemdaïs       | 12   | Diego Garzitto Bernard Simondi                               |
| 2014-2015 | Ligue 1       | 5e          | 42          | 30          | 11          | 9           | 10          | 32          | 31          | +1          | 8e de finale        | Non disputée        | -                                               | -                                               | Hamza Boulemdaïs       | 14   | Diego Garzitto Rachid Belhout François Bracci                |
| 2015-2016 | Ligue 1       | 9e          | 42          | 30          | 11          | 9           | 10          | 26          | 32          | -6          | 32e de finale       | Non disputée        | Coupe de la confédération : Huitièmes de finale | Coupe de la confédération : Huitièmes de finale | Yassine Bezzaz         | 7    | Hubert Velud Mounir Zeghdoud Didier Gomes Da Rosa            |
| 2016-2017 | Ligue 1       | 10e         | 39          | 30          | 10          | 9           | 11          | 33          | 32          | +1          | 16e de finale       | Non disputée        | -                                               | -                                               | Kouadio Manucho        | 6    | Didier Gomes Da Rosa Miguel Ángel Portugal Abdelkader Amrani |
| 2017-2018 | Ligue 1       | 1er         | 57          | 30          | 16          | 9           | 5           | 36          | 26          | +10         | 16e de finale       | Non disputée        | -                                               | -                                               | Mohamed Lamine Abid    | 16   | Abdelkader Amrani                                            |
| 2018-2019 | Ligue 1       | 7e          | 40          | 30          | 10          | 10          | 10          | 30          | 24          | +6          | Demi-finales        | Non disputée        | Ligue des champions de la CAF:Quart de finale.  | Supercoupe d'Algérie : Finaliste                | Ismail Belkacemi       | 8    | Abdelkader Amrani Denis Lavagne                              |
| 2019-2020 | Ligue 1       | 5e          | 34          | 22          | 9           | 7           | 6           | 32          | 23          | +9          | 8e de finale        | Non disputée        | Championnat arabe des clubs : 16e de finale     | Championnat arabe des clubs : 16e de finale     | Mohamed Lamine Abid    | 10   | Denis Lavagne Karim Khouda                                   |
| 2020-2021 | Ligue 1       | 8e          | 57          | 38          | 15          | 12          | 11          | 43          | 31          | +12         | Non disputée        | Tour préliminaire   | -                                               | -                                               | Abdelhakim Amokrane    | 8    | Abdelkader Amrani Miloud Hamdi                               |
| 2021-2022 | Ligue 1       | 5e          | 55          | 34          | 15          | 10          | 9           | 46          | 29          | +17         | Non disputée        | Non disputée        | -                                               | -                                               | Marcellin Koukpo       | 11   | Chérif Hadjar Kheireddine Madoui                             |

Légende
- Champion / vainqueur ou meilleur buteur
- Vice champion / finaliste ou 2e meilleur buteur
- Troisième / demi-finaliste ou 3e meilleur buteur
- Promotion dans la division supérieure
- Relégation dans la division inférieure

## Bilan par décennie des meilleurs résultats en compétitions officiels
| Décennies | Saisons en Ligue 1 | 1er Résultat                          | 2e Résultat                           | 3e Résultat                        | 4e Résultat                                | 5e Résultat                           | 6e Résultat                                | 7e Résultat                           |
| --------- | ------------------ | ------------------------------------- | ------------------------------------- | ---------------------------------- | ------------------------------------------ | ------------------------------------- | ------------------------------------------ | ------------------------------------- |
| 1962-1970 | 0                  | Champion Ligue 2 (1970)               |                                       |                                    |                                            |                                       |                                            |                                       |
| 1970-1980 | 5                  | Vice-champion d'Algérie (1971)        | Champion Ligue 2 (1977)               |                                    |                                            |                                       |                                            |                                       |
| 1980-1990 | 1                  | Champion Ligue 2 (1986)               | Demi-finaliste coupe d'Algérie (1987) |                                    |                                            |                                       |                                            |                                       |
| 1990-2000 | 6                  | Demi-finaliste coupe d'Algérie (1992) | Champion Ligue 2 (1994)               | Champion d'Algérie (1997)          | 2e en championnat d'Algérie (Gr A). (1998) |                                       |                                            |                                       |
| 2000-2010 | 3                  | Champion Ligue 2 (2004)               |                                       |                                    |                                            |                                       |                                            |                                       |
| 2010-2020 | 9                  | Champion Ligue 2 (2011)               | Demi-finaliste coupe d'Algérie (2012) | 3e en championnat d'Algérie (2013) | Champion d'Algérie (2018)                  | Finaliste Supercoupe d'Algérie (2018) | Quart finaliste Ligue des champions (2019) | Demi-finaliste coupe d'Algérie (2019) |

## références
1. ↑  Echo des sports du département de Constantine : organe officiel de la Ligue constantinoise de football association, « Palmarès de la L.C.F.A », publication en série imprimée,‎ 15 mai 1935, p. 4 (lire en ligne)
2. ↑  Écho des sports du département de Constantine, « Classement des équipes », journal,‎ 15 mars 1933 (lire en ligne)
3. ↑  « Écho des sports du département de Constantine : paraît tous les mercredis », sur Gallica, 25 avril 1934 (consulté le 16 novembre 2023).
4. ↑  Oran-sports, « La coupe de l'Afrique du Nord », journal,‎ 2 février 1934 (lire en ligne)
5. ↑  « Écho des sports du département de Constantine : paraît tous les mercredis », sur Gallica, 27 mars 1935 (consulté le 16 novembre 2023).
6. ↑  « Écho des sports du département de Constantine : paraît tous les mercredis », sur Gallica, 1er avril 1936 (consulté le 16 novembre 2023).
7. ↑  « Écho des sports du département de Constantine : paraît tous les mercredis », sur Gallica, 19 mai 1937 (consulté le 16 novembre 2023).
8. ↑  Echo des sports du département de Constantine : organe officiel de la Ligue constantinoise de football association, « FOOTBALL-ASSOCIATION Le Club Sportif Constantinois est champion de première division », publication en série imprimée,‎ 1er juin 1938 (lire en ligne)
9. ↑  La Dépêche de Constantine, « Palmarès des championnats départementaux de la saison 1947-48 », journal,‎ 2 juin 1948 (lire en ligne)
10. ↑  (en) « Coupe d'Afrique du Nord | 1949/50 », sur rsssf.com
11. ↑  La Dépêche de Constantine, « Le MOC champion de 1re division en battant le CSC par 2 buts à 1 », journal,‎ 1er juin 1952 (lire en ligne)
12. ↑  En Championnat seulement.